# 피터와 드래곤
《피터와 드래곤》(영어: Pete's Dragon)은 2016년 공개된 미국의 영화로, 1977년 동명의 영화의 리메이크 작품이다. 월트 디즈니 픽처스의 프로듀싱 하에 데이비드 로어리가 연출하고, 오크스 페글리가 주인공 피터 역을 맡는다.

## 줄거리
1977년, 5세 피트 힐리는 부모님과 함께 로드 트립 중 사슴과 부딪힐 뻔한 후 자동차가 전복되는 사고를 당한다. 피트의 부모님은 사망하지만 그는 살아남아 회색늑대 무리에게 숲으로 쫓기다가 날개와 녹색 털, 노란 눈을 가진 큰 용에게 구출된다. 피트는 용에게 정이 들고 자신이 가장 좋아하는 책 속의 등장인물 이름을 따서 엘리엇이라고 부른다.
6년 후인 1983년, 피트는 자신의 집 근처에서 나무를 베는 나무꾼 무리를 발견한다. 윤리적인 현장 관리인 잭의 딸 나탈리가 그를 발견하고 쫓아간다. 나탈리가 나무에서 실수로 떨어지자 그녀의 비명 소리가 잭과 그의 여자친구이자 공원 관리인인 그레이스 미첨을 끌어들인다. 피트는 도망치려 하지만 잭의 무자비한 형 개빈이 실수로 그를 기절시킨다. 피트가 사라진 것을 깨달은 엘리엇은 그를 찾아 헤매다 벌목장 근처의 나무를 쓰러뜨리는데, 이로 인해 개빈은 엘리엇을 찾기 위한 사냥대를 조직한다. 한편, 피트는 지역 병원에서 깨어나지만 탈출하여 숲으로 돌아가려 한다.
개빈과 그의 부하들은 피트와 엘리엇의 나무집을 찾아내지만, 그들이 수색하려 하자 엘리엇은 모습을 드러내어 그들을 겁줘 쫓아낸다. 엘리엇은 피트를 찾기 위해 그들을 따라 마을로 간다. 피트가 그레이스 가족과 함께 정착하는 것을 보자 엘리엇은 떠난다. 피트는 그레이스에게 엘리엇의 그림을 주는데, 그레이스는 자신의 아버지 콘래드에게 그 그림을 보여준다. 콘래드는 젊은 시절 자신도 같은 용을 발견했다고 말한다. 그는 그레이스에게 피트를 믿고 엘리엇을 찾으라고 조언한다.
다음 날, 피트, 그레이스, 나탈리, 콘래드는 엘리엇을 만나기 위해 숲으로 향한다. 개빈이 이끄는 사냥꾼 무리가 엘리엇을 기습하여 마취 다트를 쏘고 창고에 가둔다. 당국이 용을 조사하기 전에 피트와 나탈리는 엘리엇을 쇠사슬에서 풀어주고 콘래드와 함께 벌목 트럭을 타고 탈출한다.
분노한 개빈은 그들을 막기 위해 다리에 바리케이드를 설치한다. 엘리엇이 날아가려다 트럭에 부딪혀 브레이크가 손상되고 바리케이드를 뚫고 지나간다. 혼란스럽고 겁에 질린 엘리엇은 다리 꼭대기에 앉아 그레이스와 잭이 운전하는 선두 트럭을 향해 불을 뿜기 시작한다. 다리는 극심한 열로 인해 무너지기 시작하고, 그레이스와 잭의 트럭이 떨어지자 개빈은 공격을 포기하고 그들을 죽음에서 구하려 한다. 엘리엇은 그레이스와 잭을 안전하게 등에 태우고 계곡에서 나타난다. 소방 헬리콥터가 접근하자 피트는 엘리엇과 함께 숲으로 다시 도망친다.
피트는 엘리엇이 자신을 보호해줬듯이 자신도 공격자들로부터 엘리엇을 보호할 수 있도록 함께 있게 해달라고 간청한다. 그러나 엘리엇은 자신들이 가까이 있는 한 피트가 항상 위험에 처할 것이라고 결론 내린다. 그는 피트의 책을 가리키며 그레이스와 잭과 함께 돌아가 머물도록 격려한다. 피트는 주저하고 엘리엇의 안전을 걱정하지만 궁극적으로 용의 판단을 믿는다. 매우 눈물겨운 포옹 후, 엘리엇은 산으로 돌아가고 피트는 그레이스와 잭을 새로운 가족으로 맞아 함께 살게 된다.
몇 년 후, 그레이스와 잭은 결혼하여 피트를 아들로 입양한다. 엘리엇은 마을 사람들의 기억 속에서 서서히 잊혔을 뿐만 아니라, 개빈은 더 양심적이게 되었고 그 경험에서 벗어났다. 피트와 그의 가족은 결국 휴가를 가서 엘리엇이 마침내 동료 용들과 재회하는 것을 보게 된다.

## 출연

### 주연
- 브라이스 달라스 하워드 - 그레이스 미챔
- 오크스 페글리 - 피트 힐리
- 웨스 벤틀리 - 잭 매거리
- 칼 어번 - 개빈 매거리
- 로버트 레드포드 - 미챔

### 조연
- 우나 로렌스 - 나탈리 매거리
- 크레이그 홀
- 이시아 위트락 주니어 - 진 덴틀러 보안관
- 마르쿠스 헨더슨 - 우드로
- 가레스 리브스
- 에스미 마이어스
- 필 그리브 - 바비
- 팀 웡
- 짐 맥라티 - 웬트워스
- 오지 데이비스
- 어거스틴 프리젤
- 스티브 바 - 스몰스
- 존 카저 - 엘리엇

## 한국판 성우진
- 문서윤 - 피트
- 조현정 - 그레이스
- 권창욱 - 잭
- 박상훈 - 개빈
- 양세나 - 나탈리
- 김태훈 - 미챔
- 사성웅 - 덴틀러 보안관
- 방성준 - 우드로
- 윤용식 - 애브너 / 스몰스
- 이인석 - 바비
- 전숙경 - 의사
- 심규혁
- 민승우
- 신범식
- 홍수정
- 강시현
- 안소명
- 이건하
- 최은후
- 곽지혜

## 기타
- 프로듀서: 베리 오스본
- 프로듀서: 제임스 윗테이커
- 미술: 제이드 힐리
- 의상: 아만다 닐